# Bemolanga Airport
Bemolanga Airport är en flygplats i Madagaskar. Den ligger i den centrala delen av landet, 290 km nordväst om huvudstaden Antananarivo. Bemolanga Airport ligger 290 meter över havet.
Terrängen runt Bemolanga Airport är platt. Runt Bemolanga Airport är det mycket glesbefolkat, med 3 invånare per kvadratkilometer. Omgivningarna runt Bemolanga Airport är huvudsakligen savann.